# عبدالکریم الزواری
عبدالکریم الزواری (انگلیسی: Abdelkrim Zouari؛ زادهٔ ۱۴ ژوئیهٔ ۱۹۸۹) بازیکن فوتبال اهل الجزایر است.
وی همچنین در تیم ملی فوتبال الجزایر بازی کرده‌است.